# Titanopsis
Titanopsis ist eine Pflanzengattung aus der Familie der Mittagsblumengewächse (Aizoaceae). Der botanische Name der Gattung leitet sich von den griechischen Substantiven τίτανος (titanos) für „Kalk“ und ὅψις (opsis) für „Aussehen“ ab und verweist auf die Ähnlichkeit der Pflanzen mit dem Kalksteinkies, in dem sie wachsen.

## Beschreibung
Die Pflanzen der Gattung Titanopsis wachsen kompakt und sind in den Boden eingesenkt. Die vier bis acht Laubblätter eines Triebes bilden dichte Rosetten. Die dreieckigen bis keuligen Blätter sind 20 bis 25 Millimeter lang. Ihre Oberfläche ist an der Spitze warzig und an der Basis glatt. Die weißen, grünen, kupferfarbenen, rosafarbenen oder rötlichen „Warzen“ bestehen aus einer Gruppe verschiedener tanninhaltiger Idioblasten, die von einer Schicht kleiner Zellen überzogen sind.
Es sind keine Hochblätter vorhanden. Es stehen ein bis drei Blüten zusammen. Die Kelchblätter sind beinahe gleich. Ihre Kronblätter sind gelb und an der Spitze oft orange oder purpurfarben. Die Staubblätter bilden einen breiten Kegel. Das große, kranzartige Nektarium ist als Ring ausgebildet.
Die sechsfächrigen Kapselfrüchte sind gestielt und besitzen einen Durchmesser von 6,5 bis 8 Millimeter. Sie sind an der Spitze flach bis konisch und durchsichtig. Die Klappenflügel sind an der Basis verbreitert und zur Spitze hin rechteckig oder verjüngt. Die kleinen  Verschlusskörper können fehlen. Die weißen bis hellbraunen Samen sind 0,5 bis 0,9 Millimeter lang und 0,4 bis 0,7 Millimeter breit.

## Systematik und Verbreitung
Der nördlichste Punkt des Verbreitungsgebietes der Gattung Titanopsis liegt bei Lüderitz in Namibia. Von dort aus erstreckt es sich beiderseits des Orange-Rivers in einem schmalen Gürtel bis in das Buschmannland. In Südafrika umfasst das Verbreitungsgebiet Teile der Provinzen Nordkap und Freistaat sowie den Süden der Provinz Nordwest. Die Pflanzen wachsen auf Kalksteinebenen zwischen Kieselsteinen. Die Niederschlagsmenge beträgt meist mehr als 200 Millimeter pro Jahr und fällt hauptsächlich beginnend vom Monat März bis in den Sommer hinein.
Die Erstbeschreibung erfolgte 1926 durch Gustav Schwantes. Der Typus der Gattung ist Titanopsis schwantesii. Nach Heidrun Hartmann (2017) umfasst die Gattung Titanopsis die folgenden Arten:
- Titanopsis calcarea (Marloth) Schwantes
- Titanopsis hugo-schlechteri (Tischer) Dinter & Schwantes
- Titanopsis schwantesii (Schwantes) Schwantes

## Nachweise